# Patricia Crone
Patricia Crone (Kyndeløse Sydmark, Lejre, 28 maart 1945 – Princeton, 11 juli 2015) was een Deense historica, gespecialiseerd in de vroege geschiedenis van de islam en werkzaam aan het Institute for Advanced Study in Princeton (New Jersey). Als een productief schrijfster zette zij vraagtekens bij het traditioneel aanvaarde verhaal van de vroege geschiedenis van de islam.

## Loopbaan
Crone promoveerde in 1974 tot Doctor of Philosophy (Ph.D.). Ze werkte als onderzoekster aan het Warburg Institute in Londen, als lector in Oxford en Cambridge en sinds 1997 in Princeton als hoogleraar.
Met haar collega Michael Cook verschafte ze een analyse van de vroegste islamitische geschiedenis door zich te richten op de nog overgebleven verslagen van de islamitische opkomst, die geschreven waren in het Armeens, Grieks, Aramees en het Syrisch door ooggetuigen van de opkomst van de islam in het Midden-Oosten. Zij poneerde dat het beeld van de islam zoals dat uit deze (niet-neutrale) bronnen naar voren komt, in essentie neerkomt op een opstand van stammen tegen het Byzantijnse en Perzische Rijk met diepe wortels in het jodendom, en dat Arabieren en Joden bondgenoten waren binnen de overwinnende groepen. In latere uitingen (zie interview) lijkt zij dit toch wat minder scherp te stellen.
In 2013 ontving Crone een eredoctoraat van de Universiteit Leiden.

### Enig auteur
- Slaves on Horses : The Evolution of the Islamic Polity (1980) ISBN 0-521-52940-9
- Pre-Industrial Societies : Anatomy of the Pre-Modern World (2003) ISBN 1-85168-311-9
- God's Rule : Government and Islam. Six centuries of medieval islamic political thought (2004). Columbia University Press. ISBN 0-231-13290-5. Ook ISBN 0-231-13291-3.
- Meccan Trade And The Rise Of Islam (1987) ISBN 1-59333-102-9
- Roman, Provincial and Islamic Law : The Origins of the Islamic Patronate (1987, paperback 2002) ISBN 0-521-52949-2
- Medieval Islamic Political Thought (2005). Edinburgh University Press, nieuwe uitgave. ISBN 0-7486-2194-6

### Co-auteur
- Hagarism: The Making of the Islamic World, (1977) ISBN 0-521-29754-0
- The Formation of Islam : Religion and Society in the Near East, 600-1800 (2002) ISBN 0-521-58813-8
- Islamic Historiography (2002) ISBN 0-521-62936-5
- God's Caliph : Religious Authority in the First Centuries of Islam (2003) ISBN 0-521-54111-5

### Artikel
- Augustus 2006, artikel van Patricia Crone met samenvatting van haar standpunten: Wat weten we echt van Mohammed?